# 2. Muschiza
2. Muschiza oder Wtoraja Muschiza (russisch 2-я Мужица, Вторая Мужица) ist ein Dorf (derewnja) in der Oblast Kursk in Russland. Es gehört zum Rajon Gluschkowo und zur Landgemeinde (selskoje posselenije) Kulbakinski selsowjet.

## Geographie
Der Ort liegt gut 110 km Luftlinie südwestlich des Oblastverwaltungszentrums Kursk im südwestlichen Teil der Mittelrussischen Platte, 12 km südöstlich des Rajonverwaltungszentrums Gluschkowo, 4 km vom Sitz des Dorfsowjet – Kulbaki, 9 km von der Grenze zwischen Russland und der Ukraine, am kleinen Fluss Muschiza (Nebenfluss des Snagost im Becken des Seim).

### Klima
Das Klima im Ort ist wie im Rest des Rajons kalt und gemäßigt. Es gibt während des Jahres eine erhebliche Niederschlagsmenge. Dfb lautet die Klassifikation des Klimas nach Köppen und Geiger.

## Bevölkerungsentwicklung
| Jahr | Einwohner |
| ---- | --------- |
| 2002 | 177       |
| 2010 | 141       |

Anmerkung: Volkszählungsdaten

## Verkehr
2. Muschiza liegt 12,5 km von der Straße regionaler Bedeutung 38K-040 (Chomutowka – Rylsk – Gluschkowo – Tjotkino – Grenze zur Ukraine), 6,5 km von der Straße 38K-006 (Korenewo – Troizkoje), 2,5 km von der Straße 38K-007 (38K-006 – Gluschkowo), an den Straßen interkommunaler Bedeutung 38N-592 (Bahnhof Gluschkowo in der Nähe des gleichnamigen Dorfes – Kulbaki – Sinjak) und (38N-592 – 2. Muschiza), 3,5 km vom nächsten Bahnhof Gluschkowo (Eisenbahnstrecke 322 km – Lgow-Kijewskij) entfernt.
Der Ort liegt 145 km vom internationalen Flughafen von Belgorod entfernt.